# شنقوش‌آباد
شنقوش‌آباد یکی از روستاهای استان آذربایجان شرقی است که در دهستان قشلاق بخش فندقلو شهرستان اهر واقع شده‌است.این روستا ۱۷۰ نفر جمعیت دارد.